# アドレナリン作動薬
アドレナリン作動薬（英語: adrenergic drug）は、アドレナリン作動性神経を刺激した時と同様の作動を示す薬物。多くの場合は交感神経系シナプスに作動するため、これらは交感神経作動薬（英: sympathomimetic drug）とも呼ばれる。

## 概要
アドレナリン作動薬としては、生体カテコールアミンと、人工的に合成されたものがあるが、これらは作動の発現方式によって分けられる。
作動の発現様式としては、
1. 直接作動型
アドレナリン受容体に直接作動するもの
2. 間接作動型
アドレナリン作動性神経のシナプス小胞に作動して神経伝達物質であるノルアドレナリンを放出させ、交感神経の作動を亢進させるもの
3. 上2者の混合型

の3種類がある。
また、受容体への直接作動型については、さらに標的となる受容体に応じて細かく分類される。現在、アドレナリン受容体としては、α1・2、β1〜3の5つのサブタイプが識別されているが、これらの各サブタイプに特異的に作動するものと、非選択的に全てのサブタイプに作動するものがある。

## 直接作動型

### 非選択的作動薬：カテコールアミン
カテコールアミン（あるいはカテコラミン）とは、受容体に直接作動する代表的な物質である。これらは、非選択的なアドレナリン受容体作動薬として働く。生理的に神経伝達物質として使われているものとしては、アドレナリン、ノルアドレナリン、ドーパミンがある。また、人工的なものとしてはイソプロテレノールなどがある。
アドレナリンは、各受容体に等しく作動し、強心、昇圧、気管支拡張、散瞳、血糖上昇の各作動を発揮する。臨床的には、心停止時に用いたり、アナフィラキシーショック・敗血症に対する血管収縮薬や、気管支喘息発作時の気管支拡張・痙攣抑制薬として用いられる。
ノルアドレナリンは、αおよびβ1受容体には作動するが、β2受容体への作動は弱い。従って、昇圧作動が強いことから、急性低血圧やショック時の昇圧剤として、皮下注射あるいは静脈内持続投与により使用される。
ドーパミンはノルアドレナリンの前駆体であり、α、β受容体のほか、ドーパミンに特異的なD1・D2受容体に対しても作動する。D1受容体は腎臓など内臓血管の平滑筋に分布しており、cAMP濃度を上昇させて筋を弛緩させることから、内臓血流増加および利尿作動を持つ。したがって、血圧上昇作動がある一方で、乏尿や脈圧・脈拍数の変化などの悪影響が出現しにくいことから他のカテコラミンよりも副作動が弱く、とくに中用量ドーパミンは昇圧剤として汎用される。

### α作動薬
α1作動薬
平滑筋収縮作動が強いことから、持続的血管収縮による昇圧薬、あるいは局所投与による血管収縮薬として使用される。昇圧薬としてはフェニレフリン、血管収縮薬としてはナファゾリンなどが使用される。
α2作動薬
中枢α2受容体刺激により交感神経節前線維の興奮を抑制し、また節後線維シナプス前膜からのノルアドレナリンの分泌を抑制することにより血圧を低下させることから、中枢性降圧薬として使用される。クロニジンなどがある。

### β作動薬
β1作動薬
心臓に主に存在し、心筋のβ1受容体に作用して収縮力を増強する。ドブタミンなどがある。
β2作動薬

β2受容体は気管支や血管、子宮や膀胱壁において、平滑筋弛緩作用を発揮する。このことから、β2作動薬は概して、気管支拡張薬として気管支喘息および他の慢性閉塞性肺疾患の症状緩和に使われる。また、特にリトドリンについては、子宮弛緩薬として、切迫流産の治療に用いられる。
なお、アドレナリンのN-メチル基をN-イソプロピル基に置換した人工カテコラミンであるイソプロテレノールはβ作動薬としての性格が強く、β1・β2に等しく作動し、また高濃度ではβ3受容体に作動する。

## 間接作動型
間接型は、交感神経の作用を増強するものであり、アンフェタミンやドロキシドパがある。
アンフェタミンは代表的な覚醒剤の一つであり、ノルアドレナリンおよびドーパミンの放出促進およびその再取り込み・分解を阻害することで、強い交感神経興奮作用と中枢興奮作用を示す。
ドロキシドパは、生体内代謝によってノルアドレナリンに変換されることから、長時間型の昇圧剤として使用される。

## 混合型
直接作動型と間接作動型の両方の機序によって作用するもので、エフェドリンなどがある。